# Giro dell'Appennino 1987
Il Giro dell'Appennino 1987, quarantottesima edizione della corsa, si svolse il 21 giugno 1987, su un percorso di 220 km. La vittoria fu appannaggio dell'italiano Gianni Bugno, che completò il percorso in 5h39'15", precedendo i connazionali Alberto Volpi e Pierino Gavazzi.
I corridori che partirono furono 85, mentre coloro che tagliarono il traguardo di Pontedecimo furono 51.

## Ordine d'arrivo (Top 10)
| Pos. | Corridore           | Squadra           | Tempo    |
| ---- | ------------------- | ----------------- | -------- |
| 1    | Gianni Bugno        | Atala-Ofmega      | 5h39'15" |
| 2    | Alberto Volpi       | Gewiss-Bianchi    | s.t.     |
| 3    | Pierino Gavazzi     | Remac-Fanini      | s.t.     |
| 4    | Jean-Claude Colotti | R.M.O.            | s.t.     |
| 5    | Emanuele Bombini    | Gewiss-Bianchi    | s.t.     |
| 6    | Alessio Di Basco    | Remac-Fanini      | s.t.     |
| 7    | Claudio Savini      | Fibok-Müller      | s.t.     |
| 8    | Enrico Galleschi    | Magniflex         | s.t.     |
| 9    | Alessandro Pozzi    | Del Tongo-Colnago | s.t.     |
| 10   | Marco Franceschini  | Fibok-Müller      | s.t.     |